# Apodanthes mexicana
Apodanthes mexicana är en tvåhjärtbladig växtart som beskrevs av T. S. Brandegee. Apodanthes mexicana ingår i släktet Apodanthes och familjen Apodanthaceae. Inga underarter finns listade i Catalogue of Life.